# Markus Freistätter

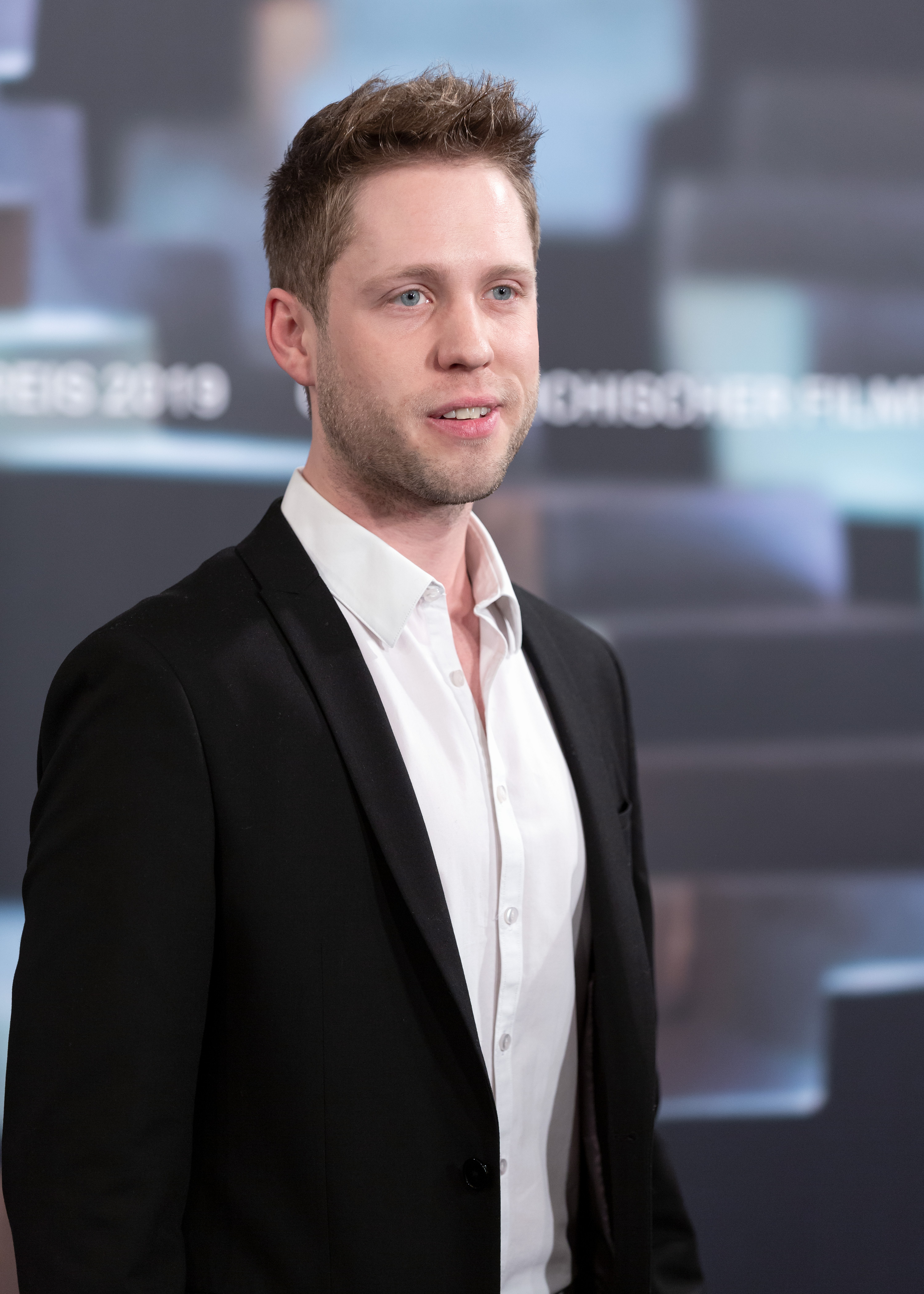
Markus Freistätter (Österreichischer Filmpreis 2019)

Markus Freistätter (* 1990 in Wien) ist ein österreichischer Schauspieler.

## Leben

### Ausbildung
Markus Freistätter besuchte ab 2005 die HTBLuVA Wien 5 Spengergasse, wo er 2010 maturierte. Nach einer Ausbildung zum Rettungssanitäter studierte er ab September 2011 an der Konservatorium Wien Privatuniversität Schauspiel, im Juni 2015 schloss er das Studium erfolgreich ab.

### Theater
2013 war er am Theater in der Josefstadt in Filumena Marturano in einer Inszenierung von Thomas Birkmeir zu sehen, der ihn ans Theater der Jugend holte, wo er unter anderem die Rolle des Orazio Zorzotto in der Bühnenfassung von Nennt mich nicht Ismael! verkörperte und als Ricky in Freak und als Benka in Kalle Blomquist zu sehen war. Bei den Wachaufestspielen wirkte er 2013 in Die unteren Zehntausend, 2014 als Hans im Hofrat Geiger und 2016 in Der Brandner Kaspar und das ewig’ Leben unter der Regie von Marcus Strahl mit. 2015 spielte er in Alma – A Show Biz ans Ende von Paulus Manker in der Serbenhalle in Wiener Neustadt. Bei den Sommerspielen in Sitzenberg-Reidling unter der Intendanz von Martin Gesslbauer feierte er im Juni 2019 als Stani in Hofmannsthals Der Schwierige Premiere. 2021 stand er bei den Schloss-Spielen Kobersdorf in der Verwechslungskomödie Außer Kontrolle von Ray Cooney als Page auf der Bühne.

### Film und Fernsehen
2017 stand er unter der Regie von Reinhold Bilgeri für Dreharbeiten zum Film Erik & Erika über den Skirennläufer Erik Schinegger vor der Kamera, in dem er die Titelrolle verkörperte. Im Rahmen der Romyverleihung 2018 wurde er dafür in der Kategorie Bester Nachwuchs männlich nominiert. Ebenfalls 2017 drehte er für den Film Die letzte Party deines Lebens von Dominik Hartl. Er ist Mitglied der Akademie des Österreichischen Films.
2021 erhielt er das Vorschlagsrecht für die Kategorie Beliebtester Nachwuchs für die Romyverleihung. Im Mai 2021 war er im von Christoph Fälbl präsentierten ORF-III-Format Dinner für Zwei mit Silvia Schneider zu Gast. In Benjamin Knöbls Historien-Kurzfilm Impetus (2021) hatte er als Novize Paulinus eine weitere Hauptrolle. 2022 stand er für die Universum-History-Folge Duell der Kronprinzen – Rudolf von Österreich und Wilhelm von Preußen als Rudolf von Österreich-Ungarn vor der Kamera.

### Sonstiges
Neben seiner Karriere als Schauspieler war Markus Freistätter auch politisch aktiv. Ab 2015 war er im Wiener Gemeindebezirk Mariahilf für die Grünen als Aktivist tätig. Außerdem ist er seit 2011 als ehrenamtlicher Rettungssanitäter in Wien beim Samariterbund tätig. Gemeinsam mit Veronika Polly unterrichtet er an der Schauspielakademie St. Pölten.

## Filmografie (Auswahl)
- 2013: Sunday Morning (Kurzfilm)
- 2014: One by one (Kurzfilm)
- 2015: CopStories (Fernsehserie)
- 2016–2022: SOKO Donau/SOKO Wien (Fernsehserie, verschiedene Rollen)
  - 2016: Scheinheilig
  - 2018: Stimmen
  - 2022: Kreuzmordrätsel
- 2017: Tatort: Schock (Fernsehreihe)
- 2017: Fucking Drama (Kurzfilm)
- 2017–2020: SOKO Kitzbühel (Fernsehserie, verschiedene Rollen)
  - 2017: Vermächtnis
  - 2020: Sie sind unter uns
- 2017–2022: Universum History  (Fernsehserie, verschiedene Rollen)
  - 2017: Vorarlberg – Tor zum Westen
  - 2022: Duell der Kronprinzen – Rudolf von Österreich und Wilhelm von Preußen
  - 2024: Verfolgte Liebe – Die Männer mit dem Rosa Winkel
- 2018: Erik & Erika
- 2018: Fokus Mord
- 2018: Die letzte Party deines Lebens
- 2019: Ein Dorf wehrt sich (Fernsehfilm)
- 2021: Rotzbub (Stimme)
- 2021: Impetus (Kurzfilm)
- 2021: Walking on Sunshine (Fernsehserie)
- 2022: Vienna Blood – Rendezvous mit dem Tod (Fernsehreihe)
- 2023: Schnell ermittelt – Niklas Neumann (Fernsehserie)
- 2024: SOKO Linz – Get rich quick (Fernsehserie)
- 2024: Beasts Like Us (Fernsehserie)

## Auszeichnungen und Nominierungen
- Romyverleihung 2018 – Nominierung in der Kategorie Bester Nachwuchs männlich für Erik & Erika
- Österreichischer Filmpreis 2019 – Nominierung in der Kategorie Beste männliche Hauptrolle für Erik & Erika[19]
- Sommerspiele Schloss Sitzenberg 2019 – Wahl zum Publikumsliebling für die Rolle des Stani in Der Schwierige, ausgezeichnet mit der Sitzenberger Seerose[20]